# Josipovo
Josipovo is een plaats in de gemeente Sopje in de Kroatische provincie Virovitica-Podravina. De plaats telt 332 inwoners (2001).